# جواز سفر الهند البريطانية

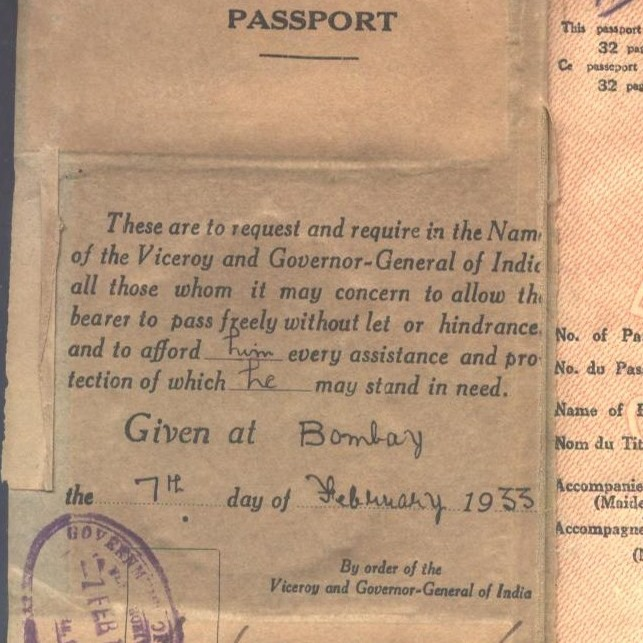
تعليمات من الجواز البريطاني الهندي المكتوب باللغة الإنجليزية.

جواز السفر الهند البريطانية (بالإنجليزية: British Indian passport)‏ ، استعملت الجواز السفر الهند البريطانية بعد الحرب العالمية الأولى ، وذلك بداية عام 1920م ، والتي تسمى في ذلك الوقت «إمبراطورية الهند» .، وتشمل استخدام الجواز السفر الصادرة كل في مناطق الهند، والتي تشمل باكستان والهند وبنغلاديش وبورما.
كما يسمح استعمال الجواز السفر البريطاني الهندي للسفر لبلدان أوروبا وهي: المملكة المتحدة و إيطاليا وسويسرا والنمسا وتشيكوسلوفاكيا وألمانيا وفرنسا وجمهورية إسبانيا والنرويج والسويد وهولندا.
وفي عام 1947م، وبعد التقسيم الطائفي بين باكستان و الهند ، قررت الحكومة البريطانية إلغاء الجواز البريطاني الهندي، والتي يخير حاملي الجوازات إما الجنسية الهندية والباكستانية أو الجنسية البريطانية.

## اقرأ أيضا
- جواز السفر الألماني
- جواز سفر عراقي